# Tiger Tim
Tiger Tim är en brittisk tecknad serie och seriefigur i fabeldjurstraditionen som dök upp för första gången i Daily Mirror 1904. Skapare av serien var Julius Stafford Baker. 
"Tiger Tim" var en av de tidigaste regelbundet producerade serierna i Storbritannien, och den första brittiska dagspresserien. Historien handlade om en tiger på en skola för talande djur. I början bestod strippen av rena gags, men snart utvecklades den till en fortsättningshistoria.
1914 bytte serien namn till "Tiger Tim and the Bruin Boys" och kort därefter tog Herbert Foxwell över figuren, som då blev än mer populär. 1920 fick Tim sin egen serietidning, Tiger Tim's Weekly.

## Homager och parodier
En brutalare version av figuren Tiger Tim dök upp i Alan Moores och Kevin O'Neills "The League of Extraordinary Gentlemen".
 Artikeln var, i den version den hade den 25 januari 2006, helt eller delvis hämtad från Seriewikin (hos Seriefrämjandet): Tiger Tim